# Suzuki FXR 150
La Suzuki FXR 150 è una motocicletta prodotta dalla casa motociclistica giapponese Suzuki dal 1998 al 2002.

## Descrizione e contesto
Prodotta in Malesia dalla filiale Lion Suzuki Motor, la moto utilizza un motore a quattro tempi monocilindrico disponibile nell'unica cilindrata di 147 cm³, con radiatore dell'olio per favorire il raffreddamento. Il motore è alimentato da un carburatore Mikuni, con distribuzione DOHC con 4 valvole per cilindro azionati da catena e dotato di contralbero di equilibratura con lubrificazione a carter umido. Oltre all'avviamento elettrico, c'è un sistema di avviamento a pedale. 
La trasmissione primaria avviene tramite ingranaggi e una frizione multidisco a bagno d'olio ad azionamento meccanico, coadiuvato da un cambio a sei marce. La potenza viene trasmessa alla ruota posteriore tramite catena.
Il telaio è del tipo a doppia culla in acciaio a sezione quadrata. 
Il quadro strumenti è costituito da un display digitale multifunzione che riporta il tachimetro, contagiri con grafico a barre e l'indicatore del carburante.